# Metropolia Kottayam
Metropolia Kottayam – metropolia Syromalabarskiego Kościoła katolickiego w Indiach. Erygowana w dniu 9 maja 2005 roku. W skład metropolii wchodzi tylko 1 archieparchia.
W skład metropolii wchodzą:
- - Archieparchia Kottayam